# Armstrong Siddeley
Armstrong Siddeley è stato un gruppo industriale britannico che ha operato durante la prima metà del XX secolo. Fondata nel 1919 è ricordata per i suoi prodotti nel campo delle automobili di lusso e dei motori aeronautici.

## Storia

### Siddeley Autocars
La Siddeley Autocars venne fondata da John Davenport Siddeley a Coventry nel 1902. I suoi prodotti erano basati su vetture Peugeot, ma rifinite con carrozzerie costruite in Inghilterra. Questa compagnia si fuse con la Wolseley nel 1905 costituendo la Wolseley-Siddeley.

### Siddeley-Deasy
Nel 1909, J. D. Siddeley abbandonò la Wolseley ed acquistò la Deasy Motor Co cambiando la ragione sociale in Siddeley-Deasy. Nel 1912 lo slogan per le sue automobili era "Silenziose come la Sfinge" da lì nacque anche l'adozione dell'immagine della sfinge nel marchio che sarà utilizzato anche nelle altre compagnie. Nel 1915 iniziò anche la costruzione di velivoli e motori aeronautici.

### Armstrong-Siddeley
Nel 1919 la Siddeley-Deasy fu acquistata dalla Armstrong Whitworth Development Company di Newcastle upon Tyne e diede vita alla consociata Armstrong Siddeley Motors. Nel 1927, la Armstrong Whitworth fuse le sue attività di ingegneria pesante con quelle della Vickers fondando la Vickers-Armstrongs. Allo stesso tempo, J. D. Siddeley assunse il controllo della Armstrong Siddeley e della Armstrong Whitworth Aircraft.
La Armstrong Siddeley nacque come costruttore di auto di lusso e, successivamente, estese la sua produzione ai motori aeronautici. Nel 1935 la Compagnia fu acquistata dalla Hawker Aircraft per formare la Hawker Siddeley, un nome rispettato in Inghilterra nella produzione di velivoli. La Armstrong Whitworth Aircraft divenne una consociata della Hawker.
La Armstrong Siddeley terminò la produzione delle automobili nel 1960, mentre il settore dei motori aeronautici fu fuso, nell'ambito della riorganizzazione del settore aerospaziale britannico, con quello della Bristol Aero Engines nella Bristol Siddeley. La Bristol Siddeley venne poi assorbita dalla Rolls-Royce nel 1966.

## Prodotti

### Automobili

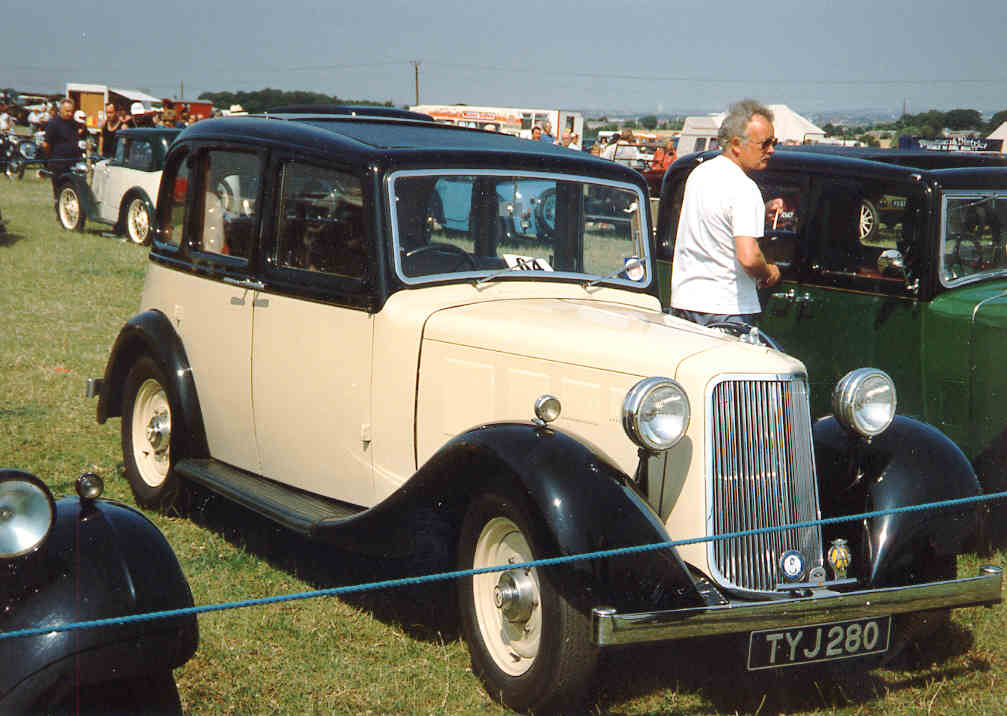
Armstrong Siddeley 12 HP (1936)

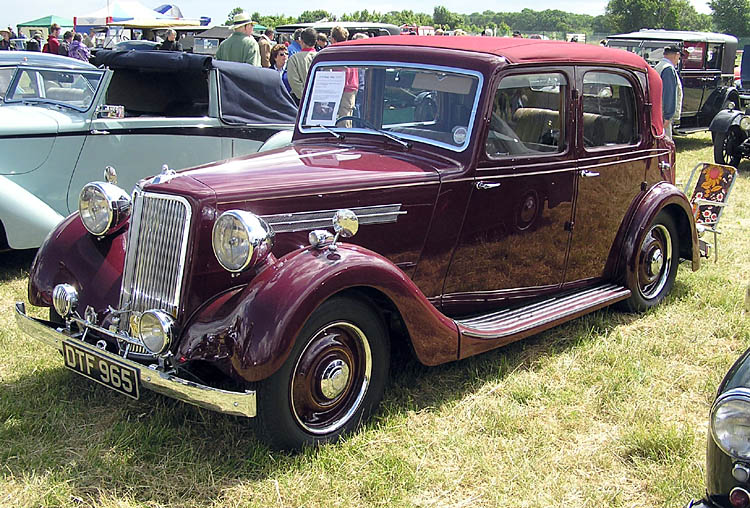
Armstrong Siddeley 16 HP (1939)

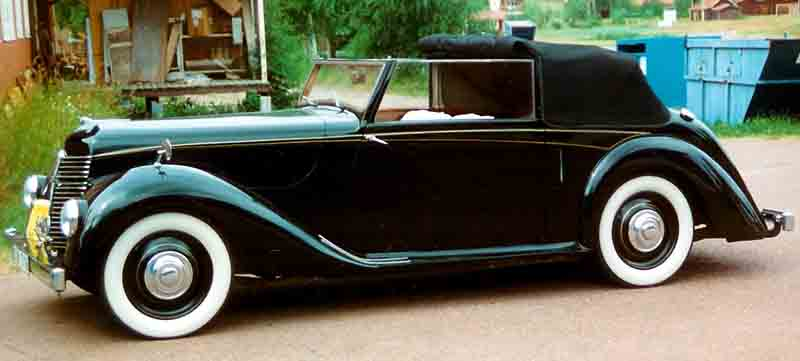
Armstrong-Siddeley Hurricane Coupé (1946)

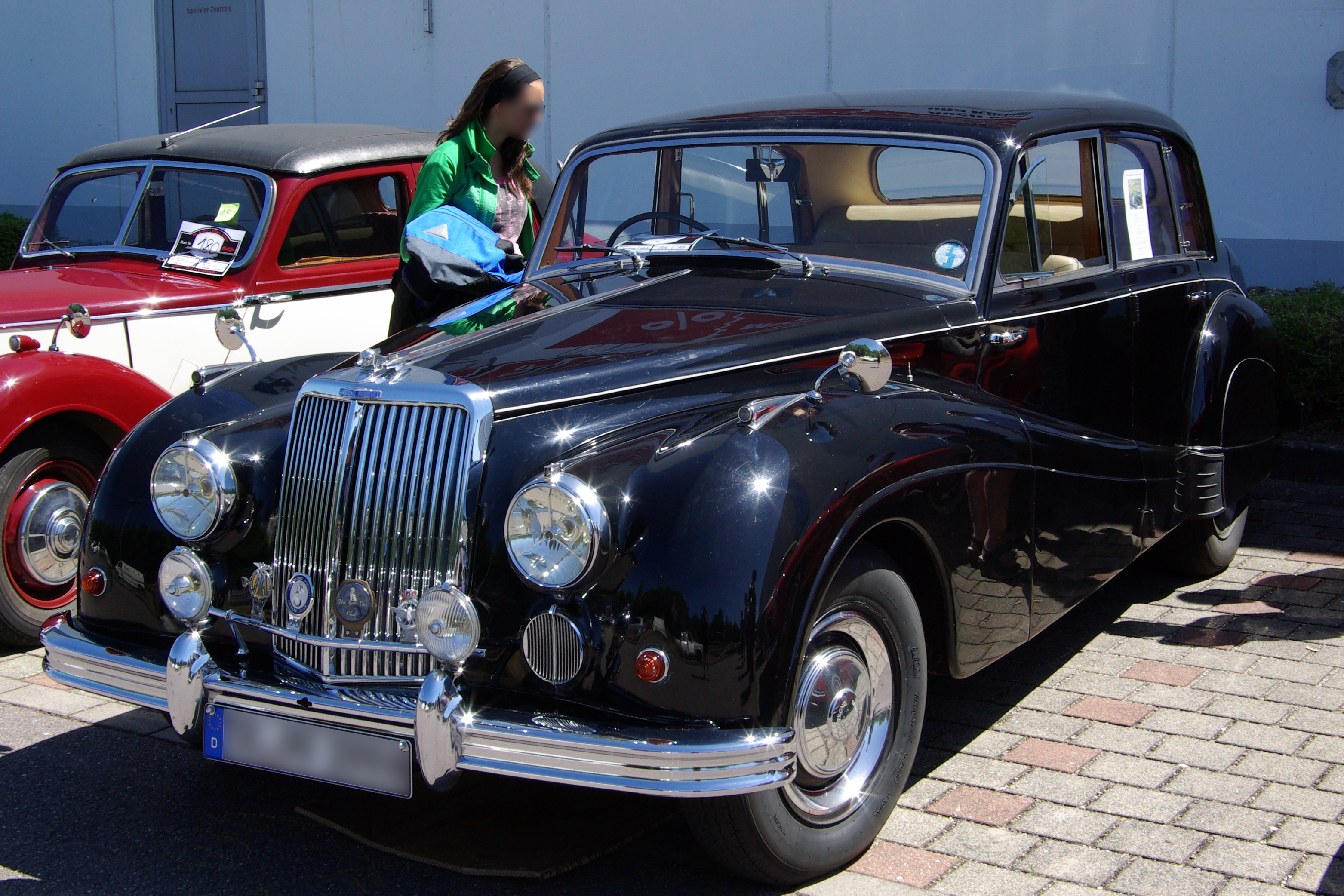
Armstrong Siddeley Sapphire 346 (1956)

La prima automobile prodotta dalla nuova compagnia fu un modello con motore a sei cilindri da 30 hp di 4960 cm³ che riprendeva le linee dei modelli della Siddeley-Deasy, ma con l'introduzione di un nuovo radiatore a V. Tra il 1921 ed il 1923 vennero posti in produzione nuovi modelli più economici, da 18 e 14 hp, che con 14.000 unità prodotte incontrarono il favore del mercato. Dal 1929 fu data la possibilità di installare come optional il nuovo cambio semi-automatico sviluppato da Wilson, poi montato di serie su tutti i modelli a partire dal 1933.
L'immagine di qualità ed avanguardia tecnologica della casa automobilistica fu ulteriormente favorita negli anni trenta dall'introduzione di una linea di automobili a sei cilindri con motori a valvole in testa, pur continuando a produrre i precedenti motori a quattro cilindri da 12 hp fino al 1936. Nel 1933 fu annunciata la Siddeley Special, un motore 5 litri sei cilindri costruito in Hiduminium, una particolare lega di alluminio resistente ad alte sollecitazioni termiche e meccaniche sviluppata dalla Rolls-Royce per i suoi motori aeronautici prima della seconda guerra mondiale. A causa del conflitto, la produzione di automobili venne sospesa dal 1941.
Al termine della guerra, Armstrong Siddeley introdusse nuovi modelli, la Lancaster ed il coupé Hurricane. I nomi di questi modelli riprendevano quelli dei velivoli prodotti dall'Hawker Siddeley Group (nome adottato dalla compagnia a partire dal 1935) durante la guerra. Queste auto montavano un motore 2 litri sei cilindri (portato a 2,3 litri dal 1949). Dal 1953 la compagnia produsse la Sapphire, equipaggiata con un motore sei cilindri da 3,4 litri di cilindrata.
Nel 1956 furono aggiunti alla gamma di produzione i modelli con motore da 2,3 litri 234 (a quattro cilindri) e 236 (a sei cilindri). L'ultimo modello ad entrare in produzione fu, nel 1958, la Star Sapphire, con motore a sei cilindri di quattro litri e cambio automatico. La divisione automobili della Armstrong Siddeley fu poi vittima della fusione (avvenuta nel 1960) con la Bristol. L'ultima auto lasciò la fabbrica di Coventry nel 1960.

### Motori aeronautici

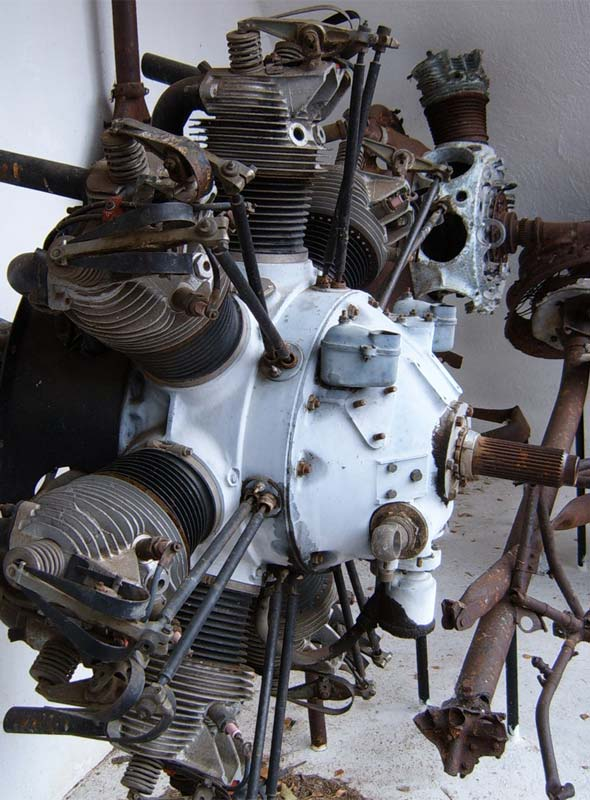
Un motore radiale Armstrong Siddeley Lynx proveniente dal relitto dell'Avro 618 Ten, Southern Cloud.

Tra gli anni venti e trenta, la Armstrong Siddeley produsse una discreta varietà di motori aeronautici radiali di bassa e media potenza, tutti chiamati con nomi di grandi felini.
L'azienda iniziò a lavorare sulla sua prima turbina a gas nel 1939, sulla base delle esperienze accumulate da Alan Arnold Griffith presso la Royal Aircraft Establishment. Noto come "ASX" ( Armstrong Siddeley eXperimental), il disegno originale di un turbogetto puro fu ben presto modificato per muovere un'elica, diventando così uno dei primi turboelica allo studio. Da allora in poi fu deciso di nominare questi motori con nomi di serpenti. Il Mamba ed il modello costituito da due di queste unità in grado di condividere lo stesso gruppo riduttore ad ingranaggi (il Double Mamba) erano motori turboelica installati sul Fairey Gannet. Il turboelica Python, invece, equipaggiava il cacciabombardiere Westland Wyvern. Uno sviluppo successivo del Mamba prevedeva l'eliminazione del gruppo riduttore ad ingranaggi per dar vita al turbogetto Adder.
La Metropolitan-Vickers fu un'altra casa costruttrice dei progetti sviluppati dalla RAE che si dedicò subito al turbogetto con il suo motore sperimentale Metrovick F.2. Questo motore, che non entrò mai in produzione, fu seguito da un primo sviluppo (il Beryl), e poi da una versione più grande, il Sapphire. L'Armstrong Siddeley acquisì in seguito il progetto del Sapphire, rendendolo uno dei motori turbogetto di seconda generazione di maggior successo, alla pari del più conosciuto Rolls-Royce Avon.
La compagnia progettò poi un motore (il Viper) originariamente pensato per un drone bersaglio. Questo fu successivamente sviluppato dalla Bristol Siddeley (e in seguito dalla Rolls-Royce) e riscosse un discreto successo quale unità propulsiva per aerei da addestramento avanzato.
A partire dal 1946 il Ministry of Supply commissionò alla Armstrong Siddeley lo studio e lo sviluppo di un motore a razzo da 2000 libbre di spinta che portò alla produzione dello Snarler prima (1947) e dello Stentor poi (1960). Le successive fusioni con la Bristol e la Bristol Siddeley daranno in seguito vita al principale costruttore britannico nel campo della missilistica.

### Motori Diesel
Tra il 1930 ed il 1955, la Armstrong Siddeley costruì motori Diesel raffreddati ad aria per uso industriale e marino. Erano dotati di un regime di rotazione massimo di 1500 giri al minuto e generavano 10 cavalli vapore (7,4 kW) per cilindro. Ogni cilindro aveva una capacità di 988 centimetri cubici e i motori erano ad 1, 2 o 3 cilindri. Erano spesso usati su chiatte ed imbarcazioni da diporto tipiche dei canali britannici così come in generatori di corrente di impiego domestico o nella piccola industria.